# Ярмарка Мастеров
Я́рмарка Мастеро́в (Livemaster.ru) — российский онлайн-маркет товаров ручной работы, винтажа, дизайнерских вещей от локальных брендов и материалов для творчества. По данным на июнь 2023 года, на платформе представлено 200 000 производителей. На платформе представлено 3 000 000 дизайнерских товаров в различных категориях.
Помимо онлайн-маркета, в экосистему Ярмарки Мастеров входят сервис по подбору исполнителей «Ярмарка Талантов», сервис онлайн-вебинаров по рукоделию, искусству и ведению бизнеса в креативной индустрии «Академия», а также собственный онлайн-журнал.
Компания декларирует собственную миссию так: «помогать людям реализовывать себя через творчество».

## История и цель создания
Платформа была основана Денисом Кочергиным и Сергеем Черкасовым 12 января 2006 года с целью поддержать мастеров прикладного творчества, помочь найти покупателей их работ.
Денис Кочергин, Основатель и Президент международной платформы Ярмарка Мастеров – Livemaster, описывает историю возникновения компании так:
«История появления платформы — с одной стороны, давняя, с другой — классическая. В 2004-2006 году я работал в телекоммуникационной компании, наша команда была одной из первых, благодаря которой в России начал появляться широкополосный и спутниковый доступ в интернет, мы установили первый публичный бесплатный Wi-Fi спот в кинотеатре «Октябрь» от компании Orange. Одновременно я много занимался тестированием и экспериментами — смотрел, как развиваются интернет-сервисы, и пробовал запускать разные интернет-сайты, например, по обмену книгами, сервис по поиску работы, нетворкингу и так далее. Одним из таких проектов и была «Ярмарка Мастеров», родившаяся из потребности общения талантливых людей, которые что-то создают своими руками.
Задача была — найти сферы, которым интернет мог открыть новые возможности, и добавочную ценность к уже существующим отраслям.
Почему рукоделие? В Советском Союзе каждая женщина вынуждена была стать рукодельницей. Те, кто шел по пути развития, начинали что-то продавать. Продажи происходили следующим образом: сначала — друзьям и близким, затем — соседям, затем — коллегам. В какой-то момент продажи останавливались, потому что все, до кого можно было дотянуться, оказывались «осчастливленными» этими прекрасными изделиями. Хотелось дать людям, занимающимся творчеством, возможность продавать свои изделия везде, а не только в ближнем кругу физической коммуникации. Так в 2006 году появился самая простая версия «Ярмарки Мастеров», которая со временем трансформировалась в значимую международную историю.
Первые годы это в чистом виде был стартап-эксперимент с не совсем понятным результатом. А сегодня мы — платформа с восемью миллионами пользователей ежемесячно, которую посещают не только жители России, но и стран СНГ, и всего мира. Livemaster следует принципу Direct to Customer (D2C). В модели D2C производители — самозанятые ремесленники, российские бренды и малый бизнес — поставляют свой продукт напрямую розничному клиенту без посредников и реселлеров, минуя лишние логистические пункты. Производители выстраивают коммуникации с клиентами самостоятельно, не уступая их розничному посреднику. Прямые коммуникации с покупателем позволяют кастомизировать товар под конкретного клиента: подход, невозможный при классической торговле.»

## Денис Кочергин

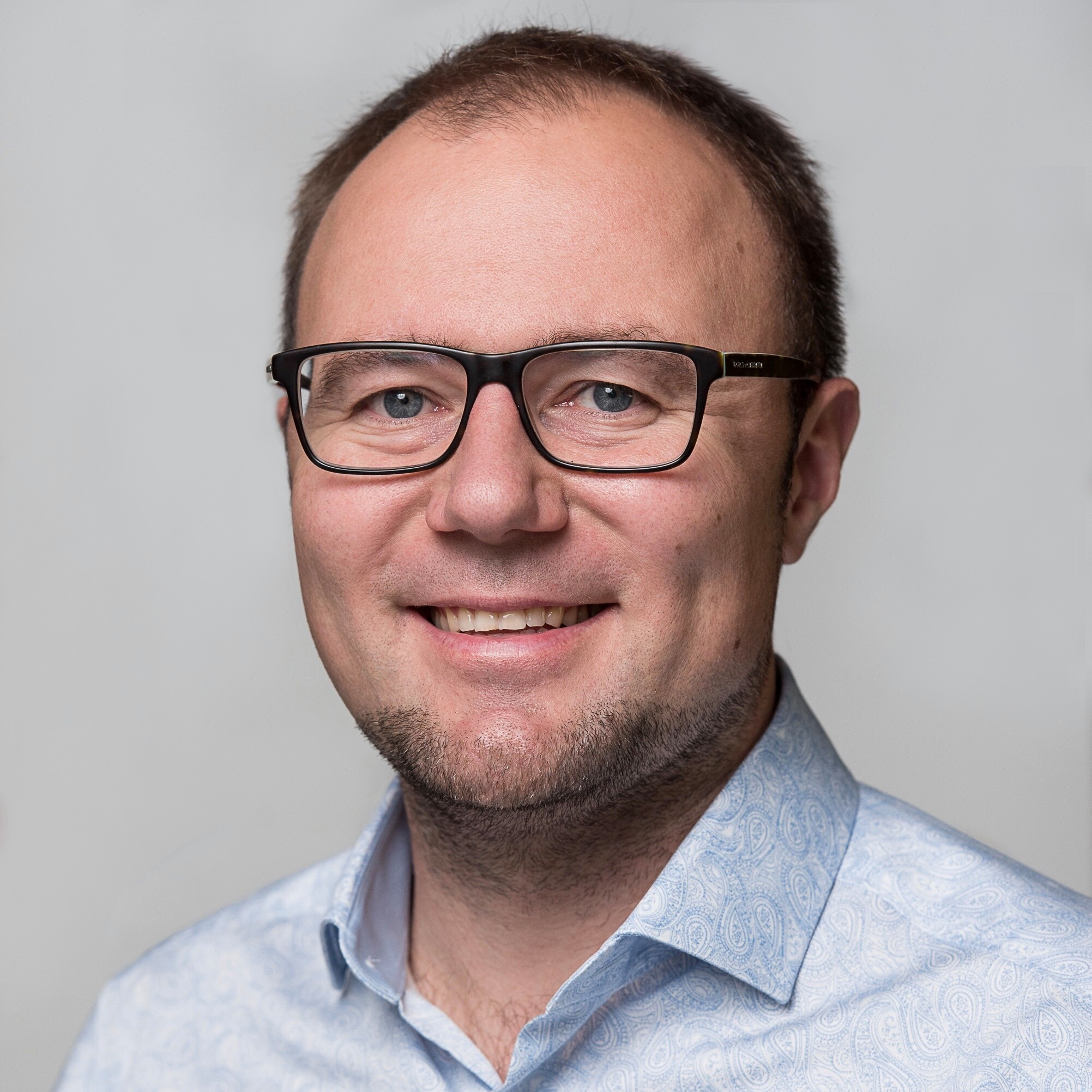
Денис Кочергин — Основатель и Президент международной платформы Ярмарка Мастеров – Livemaster

Основатель и Президент международной платформы Ярмарка Мастеров – Livemaster. Предприниматель, более 20 лет создает трансформирующие цифровые решения. Имеет большой опыт в e-commerce, IT, создании интернет-проектов и С2С-проектов. Сторонник социального предпринимательства.
Работал в компаниях Orange Business Services, МТС, руководил разработкой и внедрением новых сервисов для компаний Schlumberger, BAT, Сбербанк. «Чемпион компании» Orange Business Services в 2006 году за успешный и эффективный коммерческий запуск инновационных услуг.
Денис Кочергин является digital амбассадором Московской Школы Управления «Сколково», экспертом образовательной программы Chief Digital Transformation Officer и сертифицированным тренером по Process Communication Model (PCM).
Сегодня Денис Кочергин выступает главным идеологом Ярмарки Мастеров.

## Ярмарка Мастеров как социальная сеть
Ярмарка Мастеров является не только маркетплейсом, онлайн-маркетом, но и сообществом людей, интересующихся творчеством и рукоделием.
В разделе «Журнал» размещаются публикации по тематике handmade, подборки для вдохновения и более 40 000 мастер-классов по различным техникам творчества: скрапбукинг, вязание, лепка, валяние, мыловарение, вышивка, лоскутное шитьё, плетение, оригами, роспись и другим.
В разделе «Календарь событий» публикуются оповещения о предстоящих мероприятиях и выставках, проходящих в индустрии хобби и творчества.

## Социальная ответственность
В ноябре 2018 Ярмарка Мастеров запустила проект Женское дело для женщин, попавших в непростую жизненную ситуацию и стремящихся изменить свою жизнь с помощью рукоделия. Героини проекта выбраны среди 1000 претенденток. В течение года под руководством опытных кураторов они освоили креативные профессии, научились продажам и ведению бизнеса в интернете. Кураторы помогали на каждом этапе: делились собственным практическим опытом и знаниями, а все этапы и прогресс участниц транслировались на Ярмарке Мастеров и в социальных сетях. О проекте снят фильм, закрытая премьера состоялась в кинотеатрах в декабре 2019.
В апреле 2020 года команда Ярмарки Мастеров разработала ряд конкретных мер и предложений в связи с пандемией и опубликовала петицию о поддержке ремесленников, самозанятых, малых российских производителей и мастеров народных художественных промыслов. Ее подписало около 8 тысяч человек. Вместе с петицией было направлено официальное обращение в Правительство РФ и во все регионы РФ от имени компании. В результате 22 региона подтвердили свою готовность поддержать ремесленников и мастеров финансовыми мерами. Народные художественные промыслы в соответствии с постановлением от 12.05.2020 № 657 включены в список отраслей, пострадавших от пандемии, принято Постановление Правительства РФ от 29 мая 2020 г. № 783 о предоставлении в 2020 году из федерального бюджета субсидий физическим лицам, в том числе ИП и самозанятым.
В 2021 году компания запустила авторский digital-проект — онлайн-платформу виртуальных туров по музеям России. Целью проекта стало создать платформу, которая объединит людей вокруг русского искусства сквозь границы, поможет сохранить культурный код нации и продемонстрирует, что творчество, культура и искусство могут существовать в цифровом мире. Проект поддержали Ассоциация Народных Художественных Промыслов и 26 региональных органов власти, осуществляющие государственное управление в сфере образования.
Ярмарка Мастеров проводит обучающие программы по созданию своего дела на творчестве. В 2021 – 2022 годах было проведено 5 акселераторов совместно с центром занятости «Моя Карьера»; более 15 обучающих вебинаров для творческих предпринимателей совместно с центрами «Мой Бизнес» по всей России в рамках Национального проекта «Малое и среднее предпринимательство и поддержка индивидуальной предпринимательской инициативы»; серия вебинаров в рамках проекта «Страна Мастеров» с WorldSkills Russia.
6 декабря 2023 года Минэкономразвития РФ, маркетплейс Ярмарка Мастеров − Livemaster и Центры «Мой бизнес» запустили программу поддержки самозанятых мастеров, ремесленников и дизайнеров, которая продлилась до 6 февраля 2024 года.

## Лояльность покупателей
Индекс лояльности покупателей (NPS) Ярмарки Мастеров составляет 59,9%.
Средняя оценка купленных на платформе товаров — 4,9 баллов по 5-балльной шкале.
Узнаваемость бренда (Brand Awareness) среди населения России составляет 28,3%.

## Цифры и факты

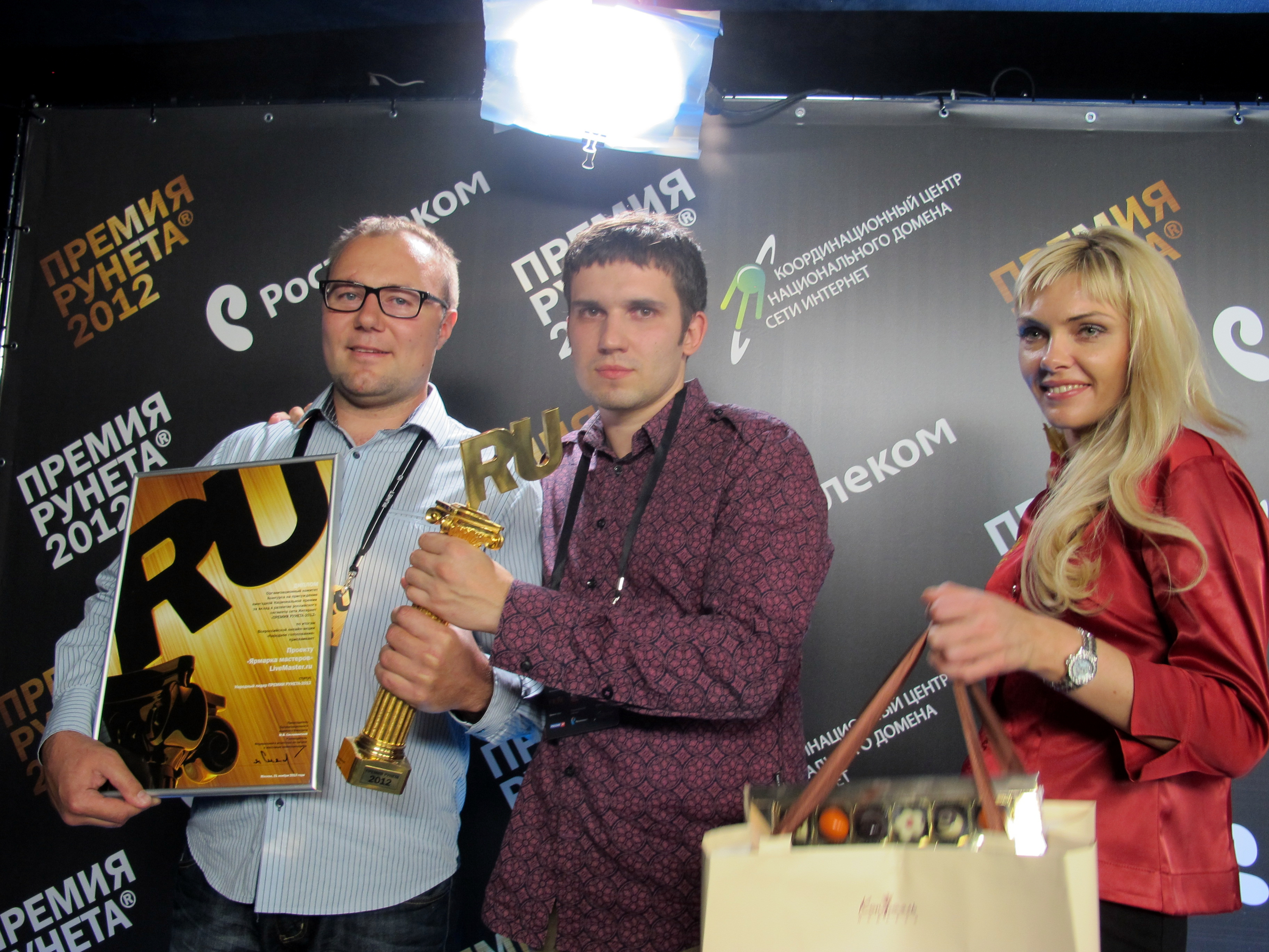
Денис Кочергин и Сергей Черкасов на церемонии вручения «Премии Рунета 2012»

- Октябрь 2022 — финалист[8] премии «БОЛЬШОЙ ОБОРОТ-2022» в номинации «Социальная ответственность»
- Март 2022 — меры поддержки для российских производителей: магазин на Ярмарке Мастеров за 1 рубль[9]
- Сентябрь 2021 — маркет под своим брендом на фестивале Таврида Арт; первый акселератор[10] с центром занятости «Моя Карьера»
- Август 2021 — участник программы субсидирования[11] от Министерства инвестиций, промышленности и науки Московской области
- Июль 2021 — запуск проекта «Виртуальные туры по музеям России»
- Январь 2021 — на Ярмарке Мастеров зафиксировано более 200 000 активных магазинов и более 3 000 000 дизайнерских изделий
- Август 2020 — выход фильма «Покупай Отечественное».
- Май 2020 — опубликована петиция в поддержку мастеров, малых производителей, ремесленников и самозанятых в кризис
- Декабрь 2019 — финалист премии E-COMSPACE. ПОЧТА РОССИИ 2019 AWARDS в номинации «Лучшая Социальная сеть и Классифайд для продаж 2019» по мнению российских предпринимателей
- Декабрь 2018 — каталог товаров Ярмарки Мастеров насчитывает более 2 450 000 работ
- 20 ноября 2018 - декабрь 2019 — социальный проект «Женское дело»
- 2018 год — посещаемость ресурса в среднем 8 миллионов уникальных пользователей в месяц.
- 2016 год — Ярмарка Мастеров названа главной торговой площадкой России и СНГ по версии «Коммерсантъ»[12]
- Октябрь 2015 — Ярмарка Мастеров выступила инициатором и соорганизатором Российского интернет-форума «РИФ.Смоленск.2015», собравшем более 250 участников из России и Белоруссии[13].
- 2015 год — лауреат Премии Рунета. В третий раз платформа победила во всероссийском народном голосовании за звание лучшего-интернет проекта года[14].
- 2013 год — победитель Премии Рунета в номинации «Народный лидер» среди интернет-проектов.
- 2012 год — победитель Премии Рунета в номинации «Интернет-проект»[15], также по результатам Экспертного голосования платформа вошла в число финалистов в номинации «Здоровье, Развлечение и Отдых»[16].
- 2011 год — финалист Премии Рунета. Платформа выбрана Экспертным советом Премии в качестве финалиста в номинации «Экономика и бизнес»[17].